# Paradise (Bob Sinclar)
Paradise è il primo album del dj francese Bob Sinclar, pubblicato il 13 aprile 1998 dalla Yellow Productions.

## Il disco
Il disco è stato registrato ai Defrey Studio di Parigi e masterizzato e mixato agli Exchange Mastering Studios di Londra. Ne sono stati estratti tre singoli, "Ultimate Funk", "The Ghetto (Uptown)" e "My Only Love", più due singoli promozionali per "Gym Tonic" e "Vision of Paradise". L'album è stato pubblicato su un doppio LP a 9 tracce e su CD a 13 tracce, 15 nella versione per il Giappone; lo stesso anno è una versione promozionale per la Fnac a 12 tracce. Tutti i brani dell'album, ad eccezione dei brani "Intro" e "Paradise Interlude", contengono campionamenti non accreditati.

### Stile
Paradise è un album dalle sonorità prettamente french house, considerato uno dei classici del genere, influenzato dalle sonorità disco e funk degli anni settanta e ottanta, e dalla musica house newyorkese. Paradise è la prima opera in cui l'artista Chris Le Friant utilizza lo pseudonimo "Bob Sinclar", discostandosi dalle sonorità acid jazz, funky e soul che caratterizzavano le produzioni precedenti.

### Concept
Il disco è il primo capitolo della trilogia, continuata con Champs Elysées e terminata con III sul personaggio fittizio "Bob Sinclar", un ex attore porno, gigolò e viveur della Costa Azzurra reclutato come agente segreto dal governo. Dopo aver scritto un'autobiografia censurata in tutto il mondo dalla NATO, l'eroe ha deciso di descrivere le sue avventure tramite la musica house<ref=disc> discogs.com/Paradise/review, su discogs.com. URL consultato il 17 giugno 2016.</ref>. Il personaggio è ispirato, sia per la storia che per il nome, personaggio di Bob Saint-Clair, interpretato da Jean-Paul Belmondo nel film Come si distrugge la reputazione del più grande agente segreto del mondo di Philippe de Broca del 1973.

### Brani
L'album è suddiviso in due capitoli, entrambi introdotti da tracce audio della durata inferiore al minuto, ossia "Intro", una traccia audio ispirata dal film Come si distrugge la reputazione del più grande agente segreto del mondo, e "Paradise Interlude". Il brano che ebbe maggior successo fu "Gym Tonic", collaborazione fra Bob Sinclar e Thomas Bangalter contenente la voce campionata dal video “Jane Fonda Workout”, in cui l'attrice compie esercizi di aerobica. Il brano venne suonato nelle maggiori città del divertimento, come Rimini e Ibiza, da affermati dj come Erick Morillo. Un altro brano che ebbe discreto successo fu "My Only Love", promosso da un video musicale girato in Giappone. I brani "Disco 2000" e "Lonely in L.A." (presente nell'edizione giapponese) sono stati presi dal maxi singolo di Sinclar del 1996 "A Space Funk Project".

### Copertina
Il design è stato curato da La Shampouineuse, Serge Jacques, Jean-Christophe Polien e Alain Charlot. La copertina dell'album riprende su uno sfondo nero una fotografia su toni caldi di una donna in topless su una spiaggia, contornata a formare la scritta "Bob". Il nome dell'artista è posto in alto con font Tabasco twin, mentre il titolo è posto in obliquo su una striscia rossa nell'angolo in basso a destra. Il retro si ispira alle pubblicità in anni settanta, sponsorizzando un fantomatico dopo barba chiamato per l'appunto Paradise.

## Tracce

### LP
Lato A
1. Intro – 0:27
2. Get Into The Music – 5:19 (Q-T Fingers) – (Contiene il campionamento dei brani Come Back Lover dei Fresh Band e Music dei One way)
3. Disco 2000 Selector – 5:22 – (Contiene il campionamento dei brani Perty e Disco Baby di Van McCoy, e Cheek To Cheek degli Ohio Players)

Lato B
1. Gym Tonic – Gym Tonic – 6:11 (Thomas Bangalter) – (Contiene il campionamento del brano Bad Mouthin dei Motown Sounds e del video Jane Fonda Workout di Jane Fonda)
2. New York City Music (Bob Sinclar mix) – 6:19 (Julius Papp) – (Contiene il campionamento del brano New York City di Miroslav Vitous)

Lato C
1. Ultimate Funk – 5:33 – (Contiene il campionamento del brano Super Sporm di Captain Sky)
2. Vision of Paradise – (Contiene il campionamento dei brani Sambo (Progression) dei Brass Construction e Visions Of Paradise degli Island Noyze Productions)

Lato D
1. The Ghetto (feat. Karl The Voice) – (Contiene il campionamento dei brani The Ghetto (live) di Donny Hathaway e The World Is A Ghetto di George Benson)
2. Mo Underground People – 4:08 – (Contiene il campionamento del brano Floating Through Space di Lonnie Liston Smith)

### CD
Testi e musiche di Bob Sinclar.
1. Intro – 0:27
2. Get Into The Music – 5:19 (Q-T Fingers) – (Contiene il campionamento dei brani Come Back Lover dei Fresh Band e Music dei One way)
3. Disco 2000 Selector – 5:22 – (Contiene il campionamento dei brani Perty e Disco Baby di Van McCoy, e Cheek To Cheek degli Ohio Players)
4. My Only Love (feat. Lee A. Genesis) – 4:37 (musica: Lee A. Genesis, Tommy Musto) – (Contiene il campionamento del brano Come Back Lover dei Fresh Band)
5. Paradise Interlude – 0:40
6. The Ghetto (feat. Karl The Voice) – 7:13 – (Contiene il campionamento dei brani The Ghetto (live) di Donny Hathaway e The World Is A Ghetto di George Benson)
7. New York City Music (Bob Sinclar mix) – 6:19 (Julius Papp) – (Contiene il campionamento del brano New York City di Miroslav Vitous)
8. Ultimate Funk – 5:33 – (Contiene il campionamento del brano Super Sporm di Captain Sky)
9. Move Your Body – 4:09 – (Contiene il campionamento del brano Cherchez Le Garçon di Taxi-Girl)
10. Souvenir – 2:24 – (Contiene il campionamento del brano I Wanna Take A Chance On Love di France Joli)
11. Vision of Paradise – 6:21 – (Contiene il campionamento dei brani Sambo (Progression) dei Brass Construction e Visions Of Paradise degli Island Noyze Productions)
12. Mo Underground People – 4:08 – (Contiene il campionamento del brano Floating Through Space di Lonnie Liston Smith)
13. Gym Tonic – Gym Tonic – 6:11 (Thomas Bangalter) – (Contiene il campionamento del brano Bad Mouthin dei Motown Sounds e del video Jane Fonda Workout di Jane Fonda)

Bonus track per il Giappone
1. Rock Solid – 6:11

1. Lonely In L.A. – 6:14

## Critiche
Il brano "Gym Tonic" utilizza un campionamento non autorizzato di Jane Fonda; il singolo promozionale inoltre è stato distribuito prima dell'uscita dell'album senza il consenso del co-autore Thomas Bangalter. Per questi motivi venne ritirato dal mercato.